# Anna Louise Salomons
Anna Louise Salomons (Schaarbeek, 4 december 1925 – Ravensbrück, 21 maart 1945) was een Nederlandse verzetsstrijdster tijdens de Tweede Wereldoorlog.

## Biografie
Salomons werd geboren uit het eerste huwelijk van haar vader Salomon, met een katholieke vrouw uit Brugge. Na de scheiding van haar ouders ging zij met haar vader mee terug naar zijn geboortestad Amsterdam. Haar vader hertrouwde met Malia Maas. Zij kregen in 1942 een dochter. Bij een razzia in Amsterdam kon Salomons haar halfzusje Lena redden en legde zij haar 'ten vondeling', zodat zij naar een pleeggezin werd gebracht. Lena Salomons overleefde als enige uit het gezin de oorlog; haar ouders kwamen om in Auschwitz.
Salomons maakte deel uit van de verzetsgroep van Joop Woortman. Door verraad werd ze opgepakt. Via Westerbork en Bergen-Belsen kwam ze terecht in Ravensbrück waar zij op 21 maart 1945, op 19-jarige leeftijd, overleed.

## Eerbetoon
Haar naam staat vermeld op het verzetsmonument Vrouwen uit het verzet in Heerhugowaard.